# Copris youngai
Copris youngai är en skalbaggsart som beskrevs av Vladimir Balthasar 1967. Copris youngai ingår i släktet Copris och familjen bladhorningar. Inga underarter finns listade i Catalogue of Life.